# توماس جنیوری
توماس جنیوری (انگلیسی: Thomas January؛ ۸ ژانویهٔ ۱۸۸۶ – ۲۵ ژانویهٔ ۱۹۵۷) یک بازیکن فوتبال اهل ایالات متحده آمریکا بود.